# 第15回カンヌ国際映画祭
第15回カンヌ国際映画祭（だい15かいカンヌこくさいえいがさい）は1962年5月7日から23日にかけて開催された。

## 受賞結果
- パルム・ドール：『サンタ・バルバラの誓い』（アンセルモ・ドゥアルテ）
- 審査員特別賞：『ジャンヌ・ダルク裁判』（ロベール・ブレッソン）、『太陽はひとりぼっち』（ミケランジェロ・アントニオーニ）
- 男優賞：ラルフ・リチャードソン、ディーン・ストックウェル、ジェイソン・ロバーズ（『夜への長い旅路』）、マレー・メルビン（『蜜の味』）
- 女優賞：キャサリン・ヘプバーン（『夜への長い旅路』）、リタ・トゥシンハ（『蜜の味』）
- 国際映画批評家連盟賞：『皆殺しの天使』（ルイス・ブニュエル）
- 国際カトリック映画事務局賞：『ジャンヌ・ダルク裁判』（ロベール・ブレッソン）
- 劇映画化賞：『エレクトラ』（マイケル・カコニヤス）
- コメディ賞：『イタリア式離婚狂想曲』（ピエトロ・ジェルミ）

## 審査員

### コンペティション部門
- 審査委員長 
  - 古垣鉄郎 （日本/元貴族院議員、NHK元会長）
- 審査員
  - フランソワ・トリュフォー (フランス/監督)
  - イエジー・カヴァレロヴィッチ (ポーランド/監督)
  - マリオ・ソルダーティ (イタリア/監督)
  - ユーリー・ライズマン (ソ連/監督)
  - メル・ファーラー (アメリカ/俳優)
  - ソフィー・デマレエ (フランス/女優)
  - アンリ・デューチュメイステル (フランス/プロデューサー)
  - ジャン・デュトゥール (フランス/作家)
  - ロマン・ギャリー (フランス/作家)
  - アーネスト・クルーガー (ドイツ/)

## 上映作品

### コンペティション部門
アルファベット順。邦題ない場合は原題の下に英題。
| 題名 原題                                                                            | 監督                                                               | 製作国                  |
| ------------------------------------------------------------------------------------ | ------------------------------------------------------------------ | ----------------------- |
| 蜜の味 A Taste of Honey                                                              | トニー・リチャードソン                                             | イギリス                |
| 野望の系列 Advise & Consent                                                          | オットー・プレミンジャー                                           | アメリカ合衆国          |
| Al Gharib al Saghir (The Small Stranger)                                             | ジョルジュ・ナサール                                               | レバノン                |
| 影なき狙撃者 All Falls Down                                                          | ジョン・フランケンハイマー                                         | アメリカ合衆国          |
| Âmes et Rythmes                                                                      | Abdelaziz Ramdani                                                  | モロッコ                |
| Ba'al Hahalomot (Joseph the Dreamer)                                                 | アリナ・グロス ヨラム・グロス                                      | イスラエル              |
| 5時から7時までのクレオ Cléo de 5 à 7                                                 | アニエス・ヴァルダ                                                 | フランス                |
| Das Brot der frühen Jahre (The Bread of Those Early Years)                           | ヘルベルト・フェーゼリー                                           | 西ドイツ                |
| 女神 Devi                                                                            | サタジット・レイ                                                   | インド                  |
| イタリア式離婚狂想曲 Divorzio all'italiana                                           | ピエトロ・ジェルミ                                                 | イタリア                |
| Dom Bez Okien (The Impossible Goodbye)                                               | スタニスラウ・イエドリカ                                           | ポーランド              |
| Dvoje (And Love Has Vanished)                                                        | アレクサンドル・ペトロヴィッチ                                     | ユーゴスラビア          |
| 皆殺しの天使 El ángel exterminador                                                   | ルイス・ブニュエル                                                 | メキシコ                |
| Harry Og Kammertjeneren (Harry and the Butler)                                       | ベント・クリステンセン                                             | デンマーク              |
| エレクトラ Ηλέκτρα                                                                   | マイケル・カコヤニス                                               | ギリシャ アメリカ合衆国 |
| In the Steps of Buddha                                                               | Pragnasoma Hettiarachi                                             | セイロン                |
| Julia, du bist zauberhaft (Adorable Julia)                                           | アルフレッド・ワイデンマン                                         | オーストリア フランス   |
| Когда деревья были большими (Kogda Derevia Byli Bolchimi) (When the Trees Were Tall) | レフ・クリジャーノフ                                               | ソビエト連邦            |
| Konga Yo                                                                             | イヴ・アレグレ                                                     | フランス コンゴ共和国   |
| キューポラのある街                                                                   | 浦山桐郎                                                           | 日本                    |
| 太陽はひとりぼっち L'eclisse                                                         | ミケランジェロ・アントニオーニ                                     | イタリア フランス       |
| Les Amants de Teruel (The Lovers of Teruel)                                          | レイモン・ルーロー                                                 | フランス                |
| Les Enfants du Soleil (Children of the Sun)                                          | ジャック・セヴラック                                               | モロッコ フランス       |
| Liberté I                                                                            | イヴ・シャンピ                                                     | フランス セネガル       |
| 夜への長い旅路 Long Day's Journey Into Night                                         | シドニー・ルメット                                                 | アメリカ合衆国          |
| 世界残酷物語 Mondo cane                                                              | グァルティエロ・ヤコペッティ フランコ・プロスペリ パオロ・カヴァラ | イタリア                |
| Muž z prvního století (Man in Outer Space)                                           | オルドリッチ・リプスキー                                           | チェコスロバキア        |
| サンタ・バルバラの誓い O Pagador de Promessas                                        | アンセルモ・ドゥアルテ                                             | ブラジル                |
| Plácido                                                                              | ルイス・ガルシア・ベルランガ                                       | スペイン                |
| Пленено ято (Pleneno Yato) (Captive Flock)                                           | ドゥーチョ・ムンドロフ                                             | ブルガリア              |
| ジャンヌ・ダルク裁判 Procès de Jeanne d'Arc                                          | ロベール・ブレッソン                                               | フランス                |
| S-a Furat o Bomba (A Bomb Was Stolen)                                                | イオン・ポペスク＝ゴポ                                             | ルーマニア              |
| Setenta Veces Siete (The Female: Seventy Times Seven)                                | レオポルド・トーレ・ニルソン                                       | アルゼンチン            |
| 回転 The Innocents                                                                   | ジャック・クレイトン                                               | イギリス アメリカ合衆国 |
| 楊貴妃                                                                               | 李翰祥                                                             | イギリス領香港          |

### 特別招待作品
- ボッカチオ'70 - ヴィットリオ・デ・シーカ、フェデリコ・フェリーニ、ルキノ・ヴィスコンティ（イタリア）
- 悪い女 - ジェラール・ウーリー（フランス）